# Clementina Walkinshaw
Clementina Walkinshaw, née en 1720, morte en 1802, est la maîtresse du prince Charles Édouard Stuart. Elle appartient à une famille jacobite du Lanarkshire.

## Biographie

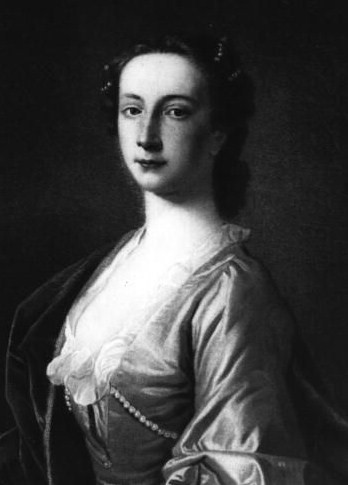
Clementina Walkinshaw vers 1760

Plus jeune fille de John Walkinshaw de Barrowfield (1671-1731), elle appartient à une famille de Glasgow enrichie par le commerce transatlantique. Épiscopalien et jacobite, son père prend part à la rébellion de 1715. Capturé à la bataille de Sheriffmuir, il s'échappe du château de Stirling et passe sur le continent, avant d'être gracié en 1717.
Probablement née à Calamchie, l'une des possessions de la famille, Clementina passe sa jeunesse en France et se convertit au catholicisme. Elle rencontre Charles lors de l'insurrection jacobite de 1745. C'est le 19 janvier 1746, que le prince se rend dans la demeure de Sir Hugh Paterson, à Bannockburn, et fait la connaissance de Clementina.
Elle rejoint Charles dans les Pays-Bas belges en 1752. Ils vivent ensemble à Liège, où leur fille illégitime, Charlotte, voit le jour en octobre 1753 (elle meurt à Bologne le 17 novembre 1789).
En 1760, profitant de son absence, Clementina quitte Charles, soit le prétexte d'abus de son amant, soit parce que Clementina voulait placer sa fille dans un couvent, alors que Charles voulait la garder avec lui. Toutefois, après cette époque, des rumeurs parlent d'un mariage et, en 1784, Charles légitime sa fille, qui devient duchesse d'Albany.
Elle s'installe à Paris avec sa fille, sous le nom de comtesse d'Alberstrof. Elle meurt en Suisse en 1802.
Elle apparaît dans Redgauntlet (1824), roman de Sir Walter Scott.